# Neolacis pygmaea
Neolacis pygmaea là một loài thực vật có hoa trong họ Podostemaceae. Loài này được (Bong.) Wedd. mô tả khoa học đầu tiên năm 1873.